# F-15 Strike Eagle (datorspel)
Denna sida handlar om dataspelet, för det amerikanska stridsflygplanet, se McDonnell Douglas F-15E Strike Eagle.
F-15 Strike Eagle är ett stridsflygplans-simulatorspel från 1985 utvecklat och utgivet av Microprose till Amstrad CPC 1986 och till ZX Spectrum 1987. 

## Uppdrag
- Vietnam (angreppen mot Hanoi och Haiphong under tidigt 1972)
- Syrien (1984)
- Egypten (början av Oktoberkriget, oktober 1973)
- Irak (förstörandet av reaktorn Osirak, 7 juni 1981)
- Persiska viken/Iran (1984)

### Fotnoter
1. 1 2  ”F-15 Strike Eagle”. NES DB. 28 februari 1992. Arkiverad från originalet den 23 april 2014. https://web.archive.org/web/20140423022356/http://www.nesdb.se/game_more.php?id=453&rid=1. Läst 21 april 2014.